# Поль Гаварні
Поль Гаварні́ (фр. Paul Gavarni 13 січня 1804 — 24 листопада 1866) — французький графік, карикатурист. Автор популярних серійних альбомів літографій на теми повсякденного життя французьких буржуа.

## Біографія
З бідної родини. Працював на фабриці, паралельно навчався в безкоштовній художній школі. На Гаварні звернув увагу відомий журналіст Еміль де Жирарден. Невдовзі Гаварні став публікуватися в його тижневику «Мод», друкувався також у «Шариварі», «Артист», «Іллюстрасьйон» та іншій тогочасній популярній пресі. Ілюстрував романи Бальзака та Ежена Сю, новели Гофмана.

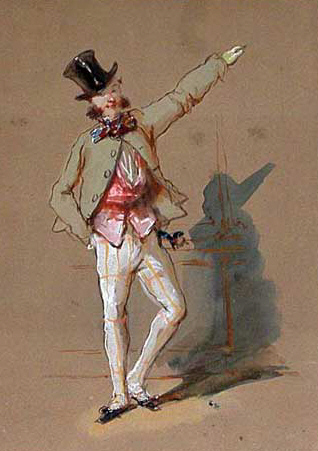
Поль Гаварні. Денді.

Обрав псевдонім за назвою мальовничого села у департаменті Верхні Піренеї на кордоні з Іспанією, де він деякий час працював у молоді роки.
Разом з Гранвілем брав участь у колективних збірниках сатиричних оповідань і нарисів «Диявол в Парижі», які видавав П'єр-Жуль Етсель і де друкувалися Оноре де Бальзак, Жорж Санд, Шарль Нодьє.
Одна з улюблених тем графіки Гаварни — паризькі карнавали й, зокрема, дівчата в костюмі дебардера (вантажника) — в камізельці з глибоким вирізом та облягаючих панталонах (поза рамками карнавалу жінка у Франції, що хотіла з'явитися на публіці в панталонах, повинна була отримати спеціальний дозвіл поліції). Гаварні видав альбом гравюр під такою назвою (1848), дівчина в дебардері зображена на цоколі його пам'ятника, встановленого в Парижі на площі Сен-Жорж (IX округ).
1845 року в Парижі було опубліковано вибрані твори Поля Гаварні в чотирьох томах.
Протягом 1847—1851 років працював у Великій Британії. В останні роки життя майже закинув малювання, зацікавився науковими відкриттями, захопився повітроплаванням.

## Популярність
Перша монографія про художника належить Жулеві Гонкуру, який разом з братом був з ним у дружніх стосунках (1873, перевид. 1925, 1986).
Шарль Бодлер у статті «Поет сучасного життя» (1863) описує Гаварні під ім'ям р-н Р.